# Skyways
Skyways var et regionalt flyselskab fra Sverige. Selskabet havde hub på Vilnius International Airport og Stockholm-Arlanda. Hovedkontoret var beliggende ved Arlanda. Skyways blev etableret i 1993 efter en fusion.
Skyways fløj i november 2011 til 21 destinationer i primært Sverige og Norge. Den 22. maj 2012 indgav selskabet konkursbegæring, og indstillede samtlige flyvninger.

## Historie
Selskabets rødder går tilbage til 1940, da ægteparret Thuring grundlagde et flyselskab med navnet Avia. Avia beskæftigede fra 1945 sig med taxi, post- og landbrugsrelaterede flyvninger. I 1976 blev selskabet solgt til iværksætterne Nils Björkman og Lennart Gustavsson fra Gotland. I 1984 blev Avia overtaget af rederiet Gotlandsbolaget (The Gotland Steamship Company). I 1989 fusionerede Avia med Salair, et flyselskab ejet af Salenia og Sahlén-familien. Avia blev i 1993 overtaget 100 % af Salenia og skiftede derefter navn til Skyways.
Skyways var i 1995 det største indenrigsflyselskab i Sverige, og selskabets flåde på 13 Saab 340 og tre Fokker 50 fly fløj over 450.000 passagerer til 22 destinationer. Den 26. marts 1997 blev Skyways hovedaktionær i det svenske flyselskab Highland Air, der var blevet etableret 2 år forinden. Skyways overtog derefter Highlands ruter i Sverige, og etablerede samme år et samarbejde med Scandinavian Airlines.
I 1998 købte Skyways det lille svenske flyselskab Airborne, og samme år købte SAS en aktiepost på 25% i Skyways af Salenia. Efter købet af Air Express i 1999, bestod Skyways-gruppen af fire flyselskaber der fragtede over én million passagerer og fløj til 35 destinationer.
Skyways købte i 2000 selskabet Flying Enterprise, der på dette tidspunkt fløj fra Stockholm-Bromma Lufthavn, hvor Skyways endnu ikke havde haft ruter fra. Efter denne handel blev selskaberne Highland Air, Airborne and Air Express sammenlagt til ét selvstændigt datterselskab under navnet Skyways Regional, mens Flying Enterprise skiftede navn til Skyways Enterprise. Hovedselskabets navn gik fra Skyways AB til Skyways Express. Alle fly i gruppen fik for første gang ens design linje og farver. Selskabet var på dette tidspunkt 72,7% ejet af Salenia, samt 25% af SAS Scandinavian Airlines, og 2,3% af Janus AB.
På grund af faldende passagertal og stigende brændstofpriser blev fly af typerne Saab 340 og Embraer 145 i 2005 trukket ud af flåden, og Fokker 50 var efterfølgende eneste flytype i Skyways flåden. I august 2006 blev et Avro RJ 100 jetfly med plads til 112 passagerer indsat på ruterne fra Halmstad.
I 2008 kom selskabet i økonomiske problemer og ved årsskiftet til 2009 delte man Skyways op i to dele, et produktionsselskab og et markedsføringsselskab. Produktionsselskabet hvor drift og vedligeholdelse af flyene var placeret, blev i november 2009 solgt til Skyways' administrerende direktør Lars-Åke Bertilsson for én svensk krone. Dette selskab fik efterfølgende navnet Avia Express. 6. september 2010 solgte SAS deres sidste aktier i Skyways Holding til Largus Holding, der nu var næsten eneejer af det svenske selskab.
Den ukrainske finansmand Igor Kolomoysky og hans selskab Manswell Enterprise købte sig i december 2010 ind som hovedaktionær i Skyways. I april 2011 blev det annonceret at Skyways Express havde købt rivalerne City Airline fra Göteborg. Den 22. maj 2012 stoppede Kolomoysky pengestrømmen til Skyways og City Airline, og erklærede dem konkurs. Dette skete blot tre uger efter at et andet Kolomoysky-ejet flyselskab, Cimber Sterling, havde lidt samme skæbne.

## Flyflåde
Skyways havde i november 2011 en flyflåde bestående af ti Fokker 50 fly og to af typen Embraer 145. Fokker-flyene blev opereret af Avia Express og Embraerne af ukrainske Dniproavia.